# Michal Lázňovský starší
Michal Lázňovský (* 16. ledna 1947 Praha) je český publicista, dramatik, dramaturg, scenárista, rozhlasový redaktor, překladatel, divadelní manažer a pedagog, otec divadelního pedagoga Michala Lázňovského mladšího.

## Život
Po maturitě v roce 1967 vystudoval dějiny a teorii divadla na Filozofické fakultě UK, poté pracoval jako odborný pracovník Divadelního ústavu, dramaturg divadla v Šumperku, referent Svazu dramatických umělců a Pražského kulturního střediska, dramaturg Realistického divadla v Praze a redaktor Českého rozhlasu. V současnosti vyučuje externě na pražské DAMU na katedře autorské tvorby, vede pražské divadlo „Na voru“ a působí jako překladatel na volné noze.

## Dílo

### Televizní hry
- 1985 Zlatý drak (režie Vladimír Kelbl, podle Dezső Kosztolányiho)
- 1990 Imaginární portrét (režie Viktor Polesný)
- 1991 Divertimento (režie Viktor Polesný)
- 1993 Okenice (režie Roman Meluzín)

### Televizní dramatizace
- 1996 Play Strindberg (úprava hry Friedricha Dürrenmatta)
- 2003 Čas Grundlí (dramatizace povídky Guy de Maupassanta)

### Rozhlasové hry
- 1987 Zahrádkáři
- 1989 Dva nepravděpodobné příběhy
- 1991 Golem, Český rozhlas, Zmanipulovaná židovská dívka Dina chce být pokřtěna a má svědčit, že pražští Židé používají při svých tajných obřadech krev křesťanů. Proti komplotu pražského kardinála a bratra Tadeáše se postavil rabín Löw, který měl před tím neblahý sen a Bůh mu vnuknul myšlenku stvořit z hlíny Golema. Jen s ním bude schopen ochránit syny svého národa. Dramaturgie: Marie Říhová, režie: Jan Tůma, osoby a obsazení: Milan Neděla (vypravěč), Leopold Franc (rabín Löw), Viktor Vrabec (otec Tadeáš), Ladislav Frej (císař Rudolf II.), Marcela Peňázová (Dina), Lukáš Hlavica (Izák), Ivan Trojan (Jákob), Jiří Zahajský (kupec Falk), Milan Stehlík (sluha Falka), Jiří Holý (kardinál), Antonín Molčík (velitel stráže), Jan Maršálek (mnich), Pavel Michal (Motche), Ilja Prachař (Kohn), Michal Pavlata (Prágr), Jan Teplý (soudce), Simona Stašová (trhovkyně), Gaston Šubert (Abraham), Jitka Faltysová (Josefína a anděl).
- 1993 K vašim službám
- 1994 Do Ameriky a zase zpátky, Český rozhlas, dramatizace. Radiofonní hra o tom, kterak pan Přemysl Otakar a slečna Anna v Nové zemi štěstí hledali a když je našli, zpět do vlasti své se co manželé navrátili. Dramaturg Hynek Pekárek. Režie Hana Kofránková. Osoby a obsazení: Autor (Michal Pavlata), Přemysl Otakar Otto (Ivan Řezáč), Anna (Ljuba Krbová), Annie (Viktor Knapp), Otec (Josef Bek), Matka (Ivanka Devátá), Gustav Adolf (Ivan Trojan), Přibyl, uzenář (Milan Neděla), Paní Přibylová (Miriam Kantorková), Jeník (Michal Bürger), Anarchista (Miroslav Středa), Pan učitel (Jaroslav Kepka), Pastor (Jiří Hálek), Chlap na stavbě pacifické dráhy (Radan Rusev), Felčar na stavbě pacifické dráhy (Karel Pospíšil), Prvý pán na mostě (Otakar Brousek ml.), Druhý pán na mostě (Lukáš Hlavica) a další. Natočeno v roce 1993.[3]
- 1999 Rytíři kulatého stolu (3 díly, 1. Merlin, 2. Artuš, 3. Kulatý stůl)
- 2001 Merlinův odkaz (2 díly, 1. Zrození rytíře, 2. Dobrodružství rytíře Lancelota)
- 2002 Rytíř Perceval a svatý grál (2 díly)
- 2003 Rytíř Galahad a svatý grál (2 díly)
- 2004 Malostranský čaroděj (pro děti)
- 2006 Hostina s Baronem Prášilem, hudba Petr Mandel, dramaturg Ivan Hubač, režie Aleš Vrzák. Hráli: Ladislav Frej, Květa Fialová, Dana Černá, Jiří Lábus, David Novotný, Vladimír Brabec, Michal Zelenka, Vladimír Javorský, Pavel Batěk, Martin Zahálka, Miroslav Etzler, Radek Holub, Petr Šplíchal, Josef Plechatý, Jiří Litoš, Tomáš Pergl a Jan Kostroun.[4]
- 2015 Uličníci, scénář a režie Michal Lázňovský, hudba: Jiří Strohner, dramaturgie Václava Ledvinková, hrají: Viktor Preiss, Sebastian Baalbaki, Matěj Převrátil, Ondřej Svejkovský, Matyáš Hlaváček, Prokop Košař, Vlastimil Kaňka, Dana Batulková, Simona Vrbická-Koptová, Josef Somr, Jiří Klem, Ivan Řezáč, Jan Szymik, Svatopluk Schuller, Tereza Bebarová, Alžběta Volhejnová, Viktorie Hrachovcová, Milan Křivohlavý, Jakub Chaloupka a Vlastimil Kaňka.[5]

### Rozhlasové dramatizace
- 1978 Voltaire: Candide (12 dílů), překladː Radovan Krátký, režie: Vladimír Tomeš
- 2002 Umberto Eco: Jméno růže (9 dílů), vyšlo též na CD, Praha : Radioservis, 2006, CR0350-2-805, EAN 8590236035027
- 2005 Jules Verne: Robur Dobyvatel
- 2007 Alexandre Dumas starší: Královna Margot (12 dílů)
- 2007 Éric-Emmanuel Schmitt: Oskar a růžová paní (Oscar et la dame rose), režie Markéta Jahodová
- 2009 Éric-Emmanuel Schmitt: Tektonika citů (La Tectonique des sentiments), režie Tomáš Vondrovic

### Divadelní hry
- Upálení Kryštofa Lautnera
- Podvojník
- Hřích
- Odložený Filoktétes
- Nevím

### Beletrie
- Povídky z Prahy a okolí

### Umělecké překlady
Překládá především z francouzštiny, část překladů vytvořil se svojí ženou Matyldou Lázňovskou.
- Marie-Noël Rio: Bon qu'à ça, Les Éditions du Sonneur, Paris, 2016 (v českém překladu Michala Lázňovského vydalo Národní divadlo v roce 2019 pod názvem Budižkněčemu, Jiří Kylián)